# The Fire Still Burns
The Fire Still Burns ist ein Jazzalbum von Alan Braufman. Die am 17. September 2019 im Long Pond Studio, Hudson Valley, New York, entstandenen Aufnahmen erschienen am 28. August 2020 auf dem Brooklyner Label The Control Group/Valley of Search.

## Hintergrund
Im Jahr 1974 leitete Braufman mit dem Pianisten Cooper-Moore in New York eine Gruppe, die in der damaligen Loft-Szene der Stadt in einem Loft in der Canal Street agierte. 45 Jahre nach seinem Debütalbum Valley of Search, das 1975 bei India Navigation erschienen war und dank einer Neuauflage im Jahr 2018 ein neues Publikum fand, legte Alan Braufman ein weiteres Album unter eigenem Namen vor. Auf The Fire Still Burns spielte der Altsaxophonist erneut mit Cooper-Moore sowie mit James Brandon Lewis (Tenorsaxophon), Ken Filiano (Kontrabass) und Andrew Drury  (Schlagzeug). Michael Wimberly spielt Perkussion in
„Morning Bazaar“ and „City Nights“.

## Titelliste

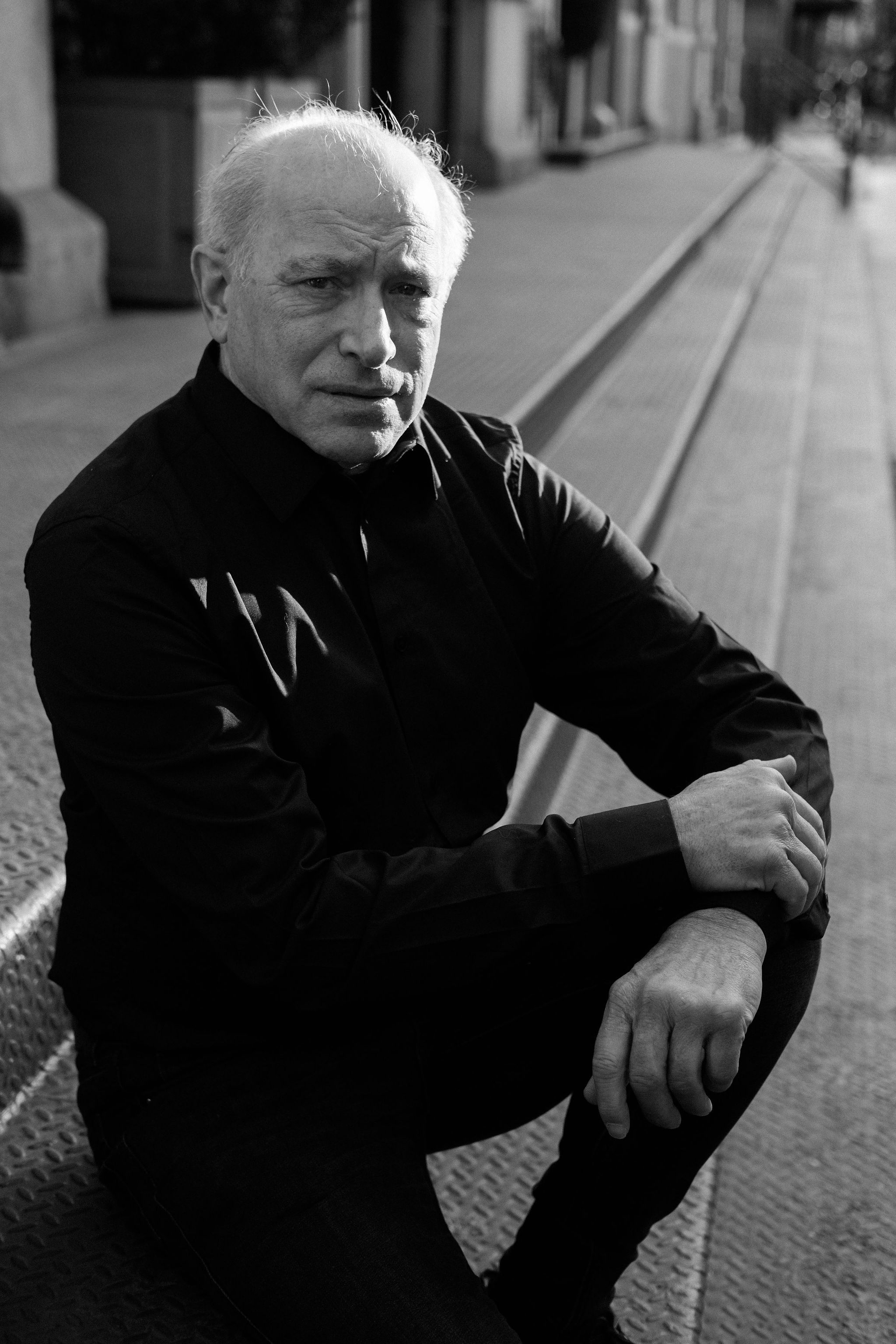
Alan Braufman

- Alan Braufman: The Fire Still Burns (The Control Group / Valley of Search)

1. Sunrise 4:19
2. Morning Bazaar 5:12
3. No Floor No Ceiling 4:47
4. Home 5:57
5. Creation 4:19
6. Alone Again 3:34
7. The Fire Still Burns 4:06
8. City Nights 3:44

Alle Kompositionen stammen von Alan Braufman.

## Rezeption
Das Album erfuhr bei seinem Erscheinen durchweg positive Resonanz; Jeff Terich zählte das Album im Treble Magazine zu den besten Jazzalben des Jahres 2020 und meinte, Holzbläser Braufman führe sein Ensemble durch Momente der Intensität und Ruhe, Inspiration und Meditation aus dem freudigen Öffnen von „Morning Bazaar“ zur spiralförmigen Melodik von „Home“. Es werde alles mit dem Können und dem Fokus eines erfahrenen Profis dargeboten, dessen Talente sich eindeutig viel zu lange aus dem Studio herausgehalten hätten.
Andy Beta (Bandcamp Daily) zählte das Album zu den besten Genre-übergreifenden Neuveröffentlichungen des Jahres und schrieb, Braufmans The Fire Still Burns habe erneut ein Feuer wieder entfacht, das Zeit und Raum [seiner Karriere] durchquere. Der Saxophonist/Komponist versöhne die Dringlichkeit und Zornigkeit seiner Jugend mit einem Album, das die ergiebige Geschichte des Jazz umfasse: swingend, lyrisch und natürlich leuchtend.
Mike Shanley schrieb in JazzTimes, die Stücke „No Floor No Ceiling“ und „Home“ würden an die Intensität der frühen Tage von Braufman und Cooper-Moore erinnern, wobei sie weiterhin barrierefreie Musik lieferten. Das Altsaxophon des Bandleaders habe immer noch einen scharfen, aggressiven Ton, der durch Lewis’ weitreichende Technik ergänzt werde. Alan Braufmans Name mag mit einer vergangenen Ära verbunden sein, aber sein Spiel habe sich in den folgenden Jahrzehnten weiterentwickelt und erweitert.
Ivana Ng vergab an das Album im Down Beat 3½ Sterne und schrieb, der Jazz der Loft-Ära altere gut auf The Fire Still Burns, einem Album, das ungezügelte Energie und grobe Improvisation nutze, um ein Set zu schaffen, das zugänglich und lyrisch sei und dennoch das Free-Jazz-Ethos der 1970er-Jahre verkörpere. Braufman, der mit anderen Genres und so verschiedenen Musikern wie Carla Bley, The Psychedelic Furs und Philip Glass gespielt  hatte, zeige hier sein grenzenloses musikalisches Lexikon, das von zarten Bop-Linien zu frenetischer freier Improvisation wechsle.
Richard Gehr (Bandcamp Daily) meinte, Braufmans hymnische, erhebende und jubelnde Kompositionen böten den Mitspielern die Möglichkeit zu wilden Gegenargumenten. Die Szücke „Sunrise“, „Home“ und „Creation“ würden auf der Tradition von John Coltrane und Don Cherry aufbauen, und „No Floor No Ceiling“ sei eine sengende Explosion von Ornette-Coleman-artigem Bop. Das aus Braufmans und Cooper-Moores langjähriger Fernfreundschaft hervorgegangene Album  sei geradezu inspirierend; Braufman spiele mit Leidenschaft und Cooper-Moores endlos erfinderische Gambols erforderten wiederholtes Hören.
Derek Taylor schrieb in Dusted, Der „junge Löwe“ James Brandon Lewis leiste dynamische Arbeit als Front-Line-Spieler am Tenor, während der erfahrene Bassist Ken Filiano und der Schlagzeuger Andrew Drury die Rhythmusgruppe stützen. Braufmans neues Ensemble gehe es nicht darum, dort weiterzumachen, wo das Vergangene aufgehört hatte, sondern darum, das Jetzt durch Klang zu kommentieren. Beide Alben würden einen starken Don-Cherry-Einfluss aufweisen, wobei die Grenzen zwischen einzelnen Stücken mit Braufman-Skript in zwei größere Suiten-ähnliche Strukturen verschwimmen, die an die langen Medleys des verstorbenen Trompeters auf Alben für das Blue Note-Label erinnerten.

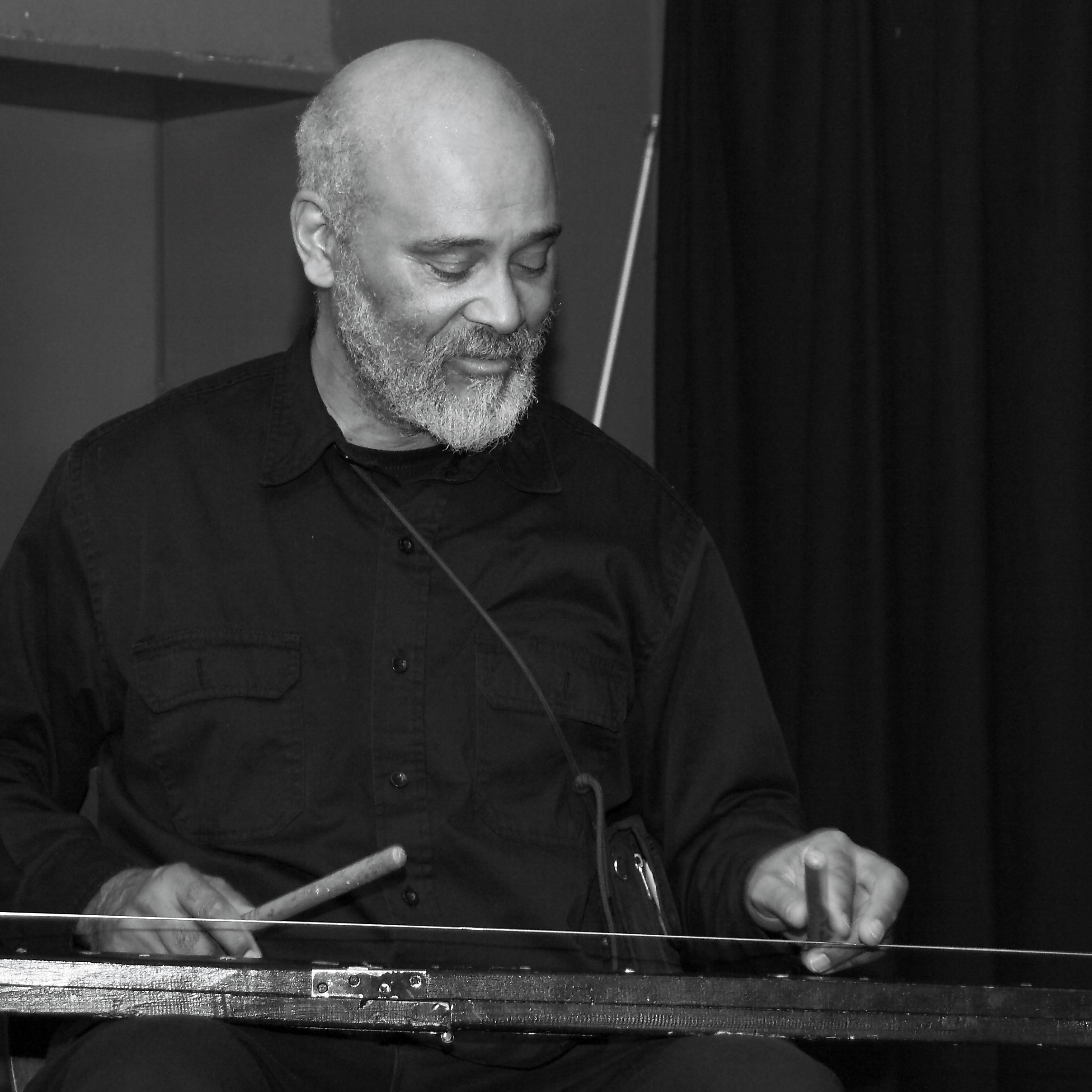
Cooper-Moore bei einem Auftritt im club W71 in Weikersheim

Brad Cohan schrieb im Chicago Reader, die Wiederveröffentlichung von Valley of Search habe Braufman die längst überfällige Anerkennung  gebracht und verleihe ihm ein neues kreatives Leben. Von den ersten Tönen an, den spirituell erhebenden Salven, die den Anfangstrack „Sunrise“ antreiben, klinge er wie eine vulkanische Naturgewalt. Sein Altsaxophon und seine Flöte spuckten einen endlosen Strom glückseliger Melodien und freudig-heller Linien aus, die für diese dunklen Zeiten einen dringend benötigten Stoß positiver Stimmung erzeugten. Wie seine Helden – John Coltrane, Pharoah Sanders, Albert Ayler – habe Braufman einen riesigen Sound, der ansteckende Licks und frei-improvisatorische Sprünge aufeinanderprallen lasse, verkörpert durch schwindelerregend eingängige Melodien wie „Creation“ und den Titeltrack. Die Gruppe erreiche telepathische Fähigkeiten im Vorantreiben von Rhythmen und tiefen Grooves – das ekstatische Gefühl der Musik erinnere an Charles Mingus’ Big Bands.
Marc Masters schrieb in Pitchfork Media, wenn Braufman sage, dass „das Feuer immer noch brennt“, sei dies eine überzeugende Behauptung: Cooper-Moore und er hätten in fünf Jahrzehnten nichts an Intensität verloren, und ihr Quintett funkle von den ersten Tönen an und dämpfe dies nie. Da gegenwärtig Flammen Amerika in vielerlei Hinsicht verschlingen, habe der Titel zusätzliche Bedeutung erhalten; wie der Jazz der 1960er-Jahre spiegele auch Braufmans Musik turbulente Zeiten und leidenschaftlichen Widerstand wider. Aber trotz seiner vielen Bezugspunkte strahle The Fire Still Burns ein ganz eigenes Licht aus, das von ungebeugten kreativen Köpfen angetrieben werde.